# Israels Billie Jean King Cup-lag
Israels Billie Jean King Cup-lag representerar Israel i tennisturneringen Billie Jean King Cup, och kontrolleras av Israels tennisförbund. 

## Historik
Israel deltog första gången 1970.